# New York Dolls (album)
Albums de New York Dolls
Too Much Too Soon
(1974)
Singles
1. Trash/Personality Crisis
Sortie : juillet 1973
2. Jet Boy/Vietnamese Baby
Sortie : novembre 1973

New York Dolls est le premier album studio  du groupe américain de glam rock du même nom, sorti le 27 juillet 1973 par Mercury Records. La pochette est très provocatrice pour l'époque, on y voit les New York Dolls déguisés en travestis.
Le mixage du producteur Todd Rundgren déplaît aux membres du groupe qui trouvent qu'il n'a pas su capter leur énergie. Ce premier album est un échec commercial, l'album n'atteint  que la 116e place des charts US et n'entre pas dans les classements britanniques.
Rétrospectivement, cet album fut considéré comme un élément particulièrement influent dans l'émergence du style punk rock.
En 2003, Rolling Stone l'a placé en 213ème position de son classement des 500 plus grands albums de tous les temps (et 215ème position de l'édition 2012). Il fait aussi partie des 1001 albums qu'il faut avoir écoutés dans sa vie.

## Fiche technique

### Liste des chansons
| A1. | Personality Crisis | David Johansen, Johnny Thunders | 3:43 |
| A2. | Looking for a Kiss | Johansen                        | 3:20 |
| A3. | Vietnamese Baby    | Johansen                        | 3:39 |
| A4. | Lonely Planet Boy  | Johansen                        | 4:10 |
| A5. | Frankenstein       | Johansen, Sylvain Sylvain       | 6:00 |
| B1. | Trash              | Johansen, Sylvain               | 3:09 |
| B2. | Bad Girl           | Johansen, Thunders              | 3:05 |
| B3. | Subway Train       | Johansen, Thunders              | 4:22 |
| B4. | Pills              | Bo Diddley                      | 2:49 |
| B5. | Private World      | Johansen, Arthur Kane           | 3:40 |
| B6. | Jet Boy            | Johansen, Thunders              | 4:40 |

| New York Dolls - David Johansen: chant, harmonica, gong - Johnny Thunders: guitare, chœurs - Sylvain Sylvain: guitare rythmique, piano, chœurs - Arthur Kane: basse - Jerry Nolan: batterie Musiciens additionnels - Todd Rundgren: piano, claviers, synthétiseur Moog - Buddy Bowser: saxophone - Alex Spyropoulos: piano | - Todd Rundgren: production - Jack Douglas, Ed Sprigg: ingénieurs du son - David Krebs, Steve Leber, Paul Nelson: assistants production - Marty Thau: manager - Toshi: photographie - Dave O'Grady: maquillage |